# Transversale Rotoren

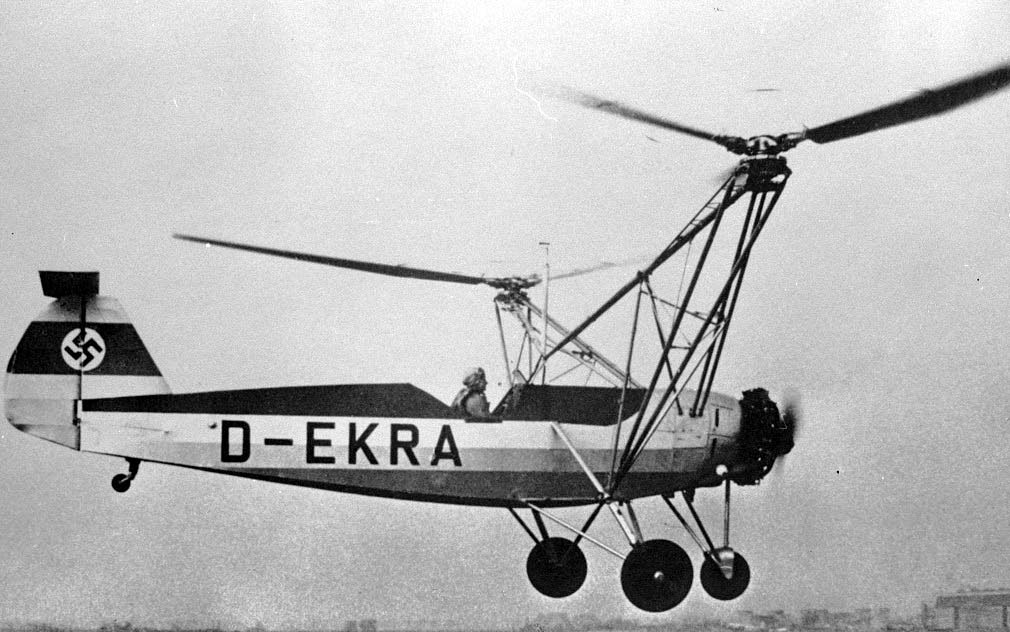
Focke-Wulf Fw 61 V2 von 1937, pilotiert von Hanna Reitsch.

Animation

Die konstruktive Auslegung mit Transversalen Rotoren ist bei Hubschraubern eine Bauweise, bei der zwei Rotoren nebeneinander auf einer gedachten Linie senkrecht zur Längsachse (transversal, d. h. „quer“) angeordnet sind, im Gegensatz zu Tandemhubschraubern. Durch gegensinnige Laufrichtungen heben sich die auf die Zelle wirkenden Drehmomente gegenseitig auf, sodass der sonst meist bei Hubschraubern dazu eingesetzte Heckrotor überflüssig wird. Ähnliche Konzepte mit mehr als zwei Rotoren sind sogenannte Multicopter.
Ebenfalls mit transversaler Rotoranordnung, jedoch mit nur geringem Abstand der leicht gekippten Rotorachsen arbeitet der Flettner-Doppelrotor.

## Entwicklung

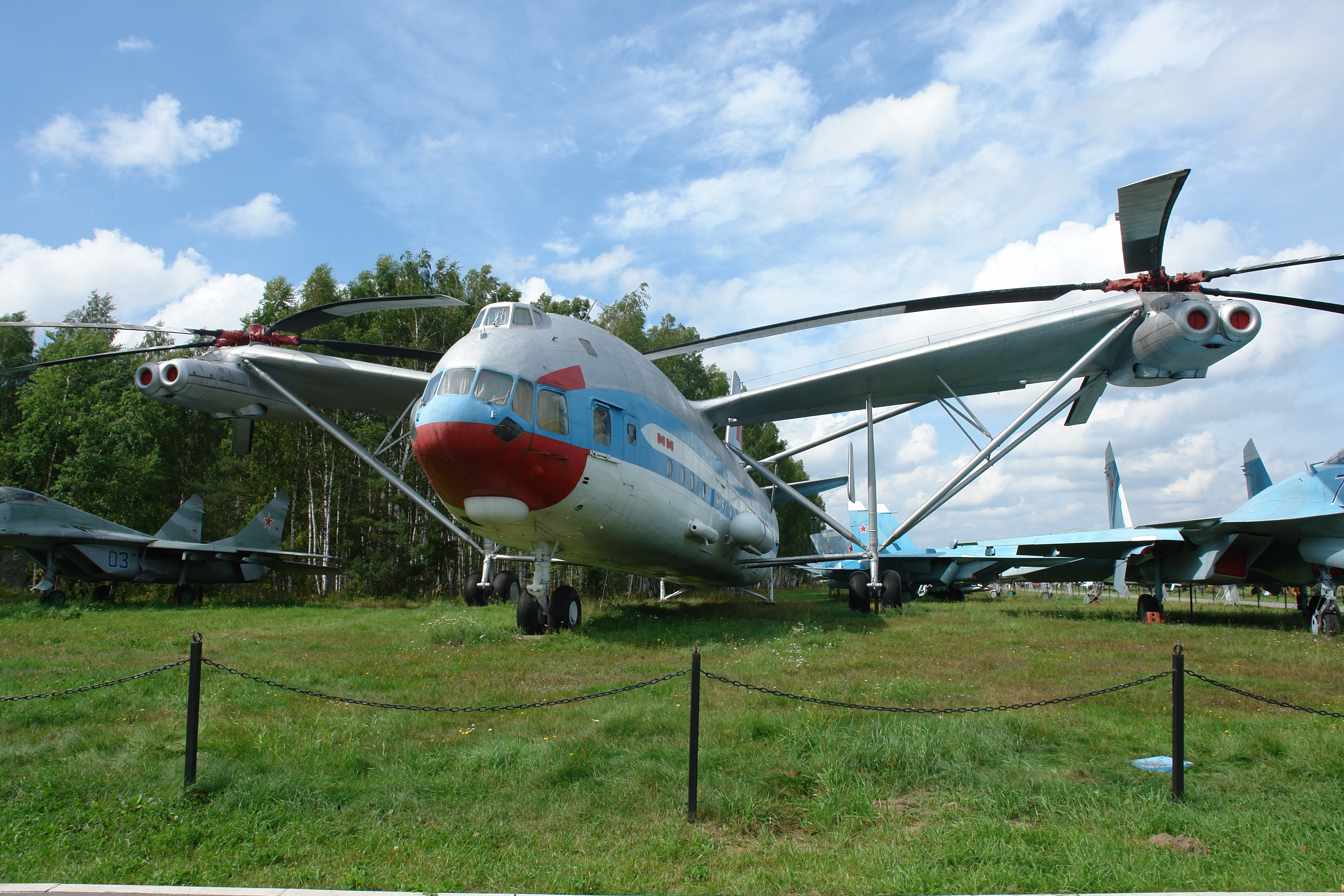
Mil Mi-12

Diese Bauweise stand am Anfang der Entwicklung der Drehflügler. In der Mitte der 1930er Jahre wurden in Deutschland von Henrich Focke und wenig später Anton Flettner die ersten gebrauchsfähigen Muster dieser Art gebaut: Die Focke-Wulf Fw 61 war nur ein Versuchsmuster; die Focke-Achgelis Fa 223 und die Fl 282 erreichten die Serienfertigung, die allerdings durch Kriegseinwirkung verzögert oder unterbrochen wurde.
Nach dem Krieg wurde das Prinzip von Herstellern in verschiedenen Ländern übernommen. Auch der bisher größte Hubschrauber, die sowjetische Mil Mi-12 von 1968, benutzte die Bauweise mit transversalen Rotoren. Das Prinzip setzte sich aber schließlich nicht durch und alle Modelle wurden ausgemustert.
Erst in neuerer Zeit erhält es, etwa bei Wandelflugzeugen mit Kipprotoren, wieder Bedeutung, so bei der Bell-Boeing V-22 Osprey.

## Vorteile
- Die beiden seitlich angeordneten, sich in gleicher Ebene gegensinnig bewegenden Rotoren ergeben eine perfekte Symmetrie ohne Querkräfte. Sie ist auch Voraussetzung für die Anwendung bei Wandelflugzeugen, weil sie beim Kippen der Rotorebene bis zu 90° nach vorn erhalten bleibt.
- Die Rotoren haben gegenüber einem Einrotorhubschrauber mit derselben Tragfähigkeit einen kleineren Durchmesser. Sie können so bei gleicher Blattspitzengeschwindigkeit schneller drehen mit kleinerem Blattanstellwinkel, aus dem weniger Blattwiderstand und geringerer Leistungsaufwand folgt. Außerdem können die Blätter leichter gehalten werden.
- Jeder Rotor bewegt seine eigene Luftmenge ohne gegenseitige Beeinflussung. Auch das bedeutet einen geringeren Aufwand an Gesamtleistung im Vergleich zu Tandem- oder Koaxialrotoren.
- Während bei der Heckrotor-Bauweise bis zu 15 % der Leistung im Schwebebetrieb für den Drehmomentausgleich aufgewendet werden müssen, steht bei transversalen Rotoren stets die volle Leistung für den Auftrieb zur Verfügung.

## Nachteile
- Die beiderseitigen Traggerüste ergeben trotz aller Bemühungen, die Fachwerkteile möglichst strömungsgünstig zu verkleiden, einen verhältnismäßig hohen Stirnwiderstand, der sich auf die erreichbare Fluggeschwindigkeit auswirkt.
- Um Verlust an Steuerweg in der Nickachse möglichst zu vermeiden, ist bei dieser Rotoranordnung, genau wie beim Einrotorhubschrauber, nur ein recht kleiner Schwerpunktsbereich möglich und zulässig. Die Verteilung der Ladung in der Längsrichtung muss daher sehr sorgfältig vorgenommen und überwacht werden.
- Obwohl kein Drehmoment auszugleichen ist, braucht ein Hubschrauber dieser Konzeption dennoch ein mit einem großen Hebelarm ausgestattetes Heckleitwerk mit Höhenflosse und Seitenleitwerk. Sie sind beide für den schnelleren Vorwärtsflug notwendig, weil die seitliche Rotoranordnung keinerlei Richtungsstabilität ergibt. Auch für die Autorotationslandung ist die Leitwerkswirkung wichtig. Das Leitwerk bedingt wiederum einen zusätzlichen Gewichts- und Raumbedarf.

## Steuerung
Bei den beiden Focke-Hubschraubern und weitgehend auch bei den Flettner-Mustern erfolgte die Steuerung wie folgt:
- Knüppelbewegung in der Querrichtung bewirkt entgegengesetzte kollektive Blattverstellung an den Rotoren und damit Bewegung um die Rollachse.
- Durch Steuereingaben in der Längsrichtung werden beide Rotorebenen durch zyklische Blattverstellung über die Taumelscheibe gleichsinnig nach vorne oder hinten geneigt (Nick).
- Für die Drehung um die Hochachse (Gierachse) mit Hilfe der Pedale wird eine gegensinnige Neigung der Rotorebenen nach vorn beziehungsweise hinten über entsprechende zyklische Blattverstellung erreicht (Gier).
- Für die Vertikalbewegung gab es bei den ersten Mustern noch keinen eigenen Hebel, sie wurde mit dem Gashebel über die Rotordrehzahl geregelt. Bei neueren Mustern wurde wie auch sonst bei Helikoptern die kollektive Blattverstellung genutzt, um den Schub der Rotoren zu regeln.

Bei der Fw 61 war ein weiterer Hebel zum Schalten in den Autorotationszustand vorhanden. Der Wechsel in den Autorotationszustand war nicht umkehrbar, es musste dann mit Autorotation gelandet werden.
Bei Modellhubschraubern werden zum Nick- und Giersteuern teils die Motorgondel durch Servos gekippt, während Roll und Pitch durch Drehzahländerungen der elektrischen Motoren erfolgen. Dies erspart die mechanisch aufwändigen Taumelscheiben.

## Gebaute Muster mit seitlichen Auslegern
- Aerotechnik WGM 21 (4 Rotoren, Quadrocopter)
- Bratuchin Omega G-4
- Cierva W.11 (Drei Rotore, gleichsinnig drehend)
- Focke-Wulf Fw 61
- Focke-Achgelis Fa 223
- Kamow Ka-22 Wintokryl (Flugschrauber)
- Landgraf H-2 (1944)
- McDonnell XHJD-1 Whirlaway
- Mil Mi-12
- SNCASE SE 3000 (Nachbau Fa 223)